# Ryska krigsskepp, dra åt helvete!

Utropet på ryska

Ryska krigsskepp, dra åt helvete! (på ryska: Русский военный корабль, иди нахуй!, Russkij vojennyj korabl, idi na chuj!) är en ett utrop av en ukrainsk soldat åt det ryska krigsskeppet Moskva vid Ormön den 24 februari 2022 i början av Rysslands invasion av Ukraina.

## Bakgrund och händelsernas gång
Den ukrainska soldaten Roman Hrybov, som i början antogs att ha dött, ropade frasen till det ryska krigsskeppet. Han blev tillfångatagen av ryska soldater, men returnerades till Ukraina vid ett fångutbyte i mars 2022. Senare belönades Hrybov med en medalj av sin hemstad, Tjerkasy.

Samtalet, där utropet ingick, mellan ukrainska soldater och besättningen på det ryska krigsskeppet löd:
Moskva: "Ormön: jag, ryska krigsskeppet, upprepar mitt erbjudande: lägg ner era vapen, annars bombarderar vi er"
Hrybov: "Det var det. Bör jag djävlas med dem?"
Annan ukrainsk soldat: "Varför inte".

Hrybov: "Ryska krigsskepp, dra åt helvete!"
Utropet har jämförts med andra bevingade ord om krig: "Remember the Alamo!" (slaget vid Alamo, 1836), "Kom och ta dem!" (slaget vid Thermopyle, 480 f.Kr.) och "NUTS!" (Ardenneroffensiven, 1944).

## Betydelse och reaktioner
I februari 2022 bad ett ryskt skepp om tankningshjälp från en georgisk oljetanker. Kaptenen på den georgiska tankern svarade på begäran med "ryska skepp, dra åt helvete!" och vägrade att hjälpa dem.
I mars 2022 publicerade Ukrposjta ett frimärke, designat av Boris Groh, som hedrade utropet. Efter sänkningen av Moskva den 14 april 2022 utgav Ukrposjta en ny version av frimärket utan fartyget och ett med stämpeln DONE.
I maj 2022 anmälde Ukrainas rundradio att de skulle börja sända ett program med namnet "Ryska fejk, dra åt... (på ryska: Русскій фейк, иди на..., Ruskij fejk, idi na...)" där man vederlägger ryska medias falska nyheter.
Utropet har förutom att vara en internetmeme också blivit en slogan för ukrainare som ett sätt  att upprätthålla sin kampvilja. Också utlänningar har tillägnat sig utropet för att göra motstånd mot Ryssland: den 23 februari 2023 använde den lettiska parlamentarikern, Rihards Kols, utropet på OSSE:s möte som protest mot den ryska delegationens närvaro.

## Galleri

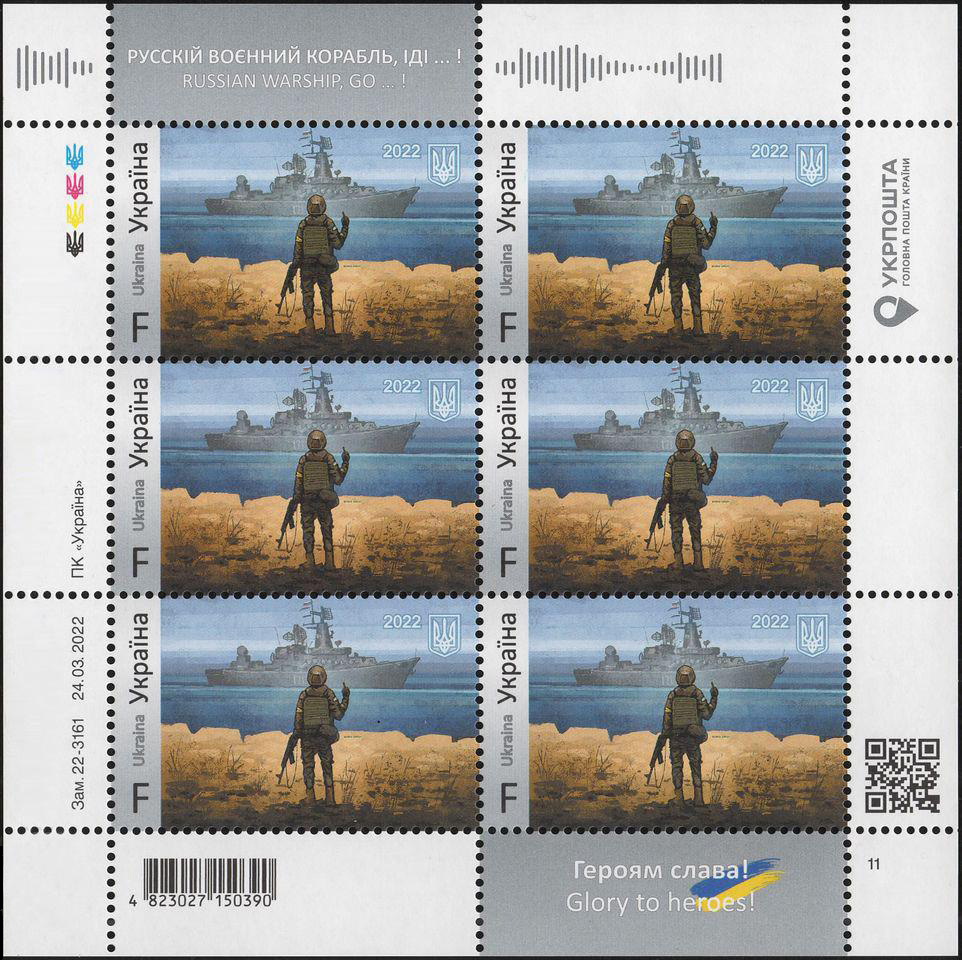
Frimärken av Ukrposjta
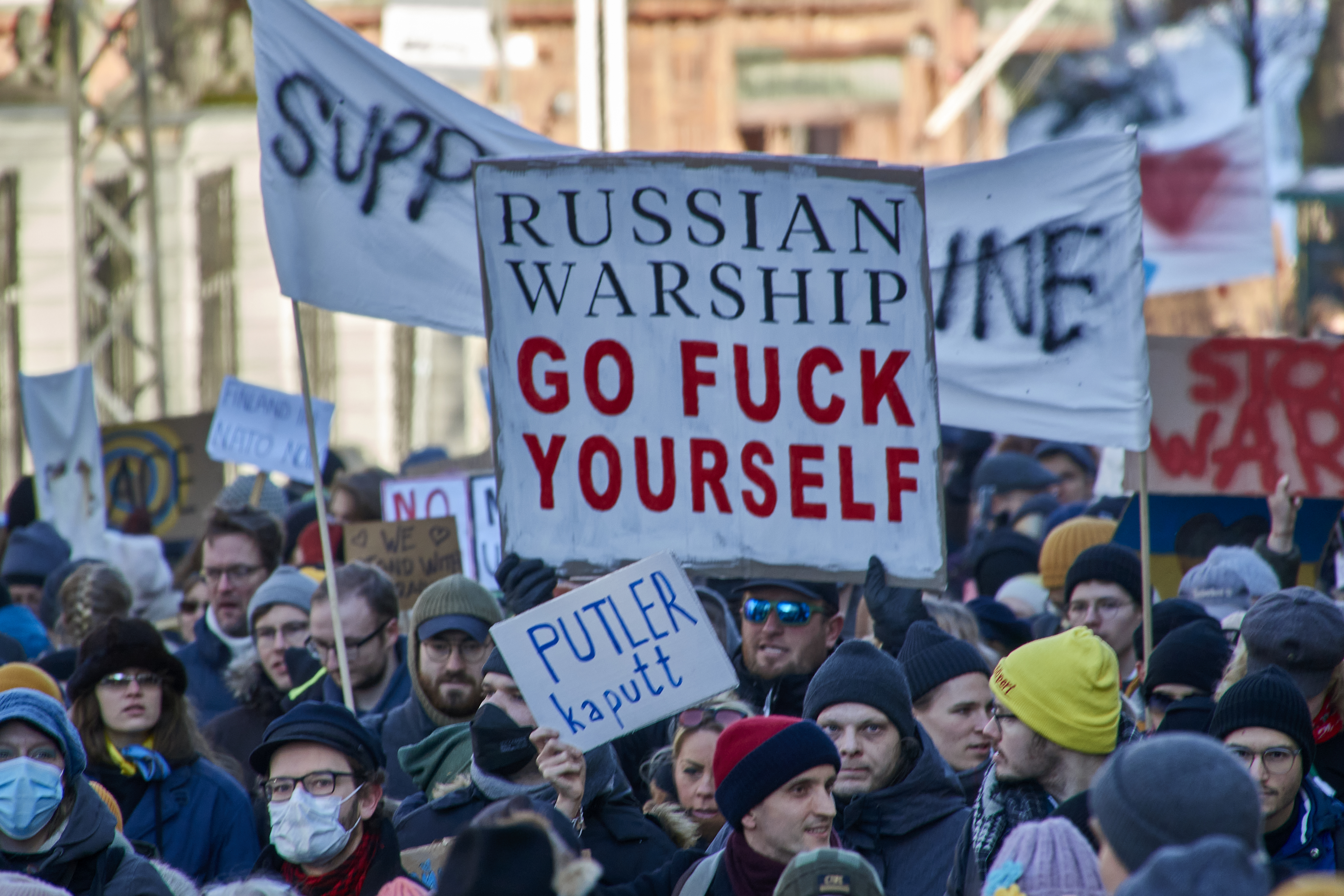
Utropet på engelska i en demonstration i Helsingfors